# George Luke
George Luke (Newcastle upon Tyne, 17 december 1933 - 24 maart 2010) was een Engels voetballer. De linker vleugelspeler Luke speelde in 1959-1961 twee seizoenen bij Newcastle United FC en was ook speler bij Hartlepool United FC en Darlington FC.